# Herbert Wendt (Mediziner)

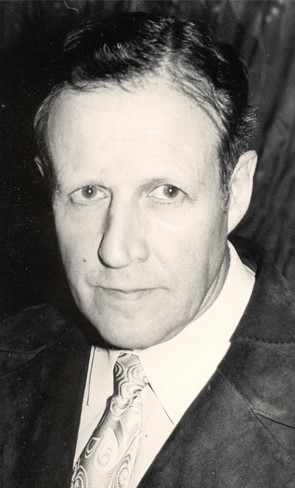
Herbert Wendt

Herbert Wendt (* 3. Februar 1913 in Düsseldorf; † 24. November 2005 in Rostock) war ein deutscher Chirurg und Hochschullehrer.

## Leben
Wendt war das fünfte von neun Kindern eines höheren Postbeamten. Nach dem Abitur in Berlin studierte er an der Friedrich-Wilhelms-Universität zu Berlin Vorklinik. Nach dem Physikum wechselte er an die Julius-Maximilians-Universität Würzburg. In Würzburg wurde er 1936 zum Dr. med. promoviert. 1937 war er Medizinalpraktikant in Meiningen. In Magdeburg begann er bei August Blencke die Ausbildung zum Orthopäden. Nach dem Landarztvierteljahr in Eilsleben und Stationen im ostpreußischen Angerburg setzte er die Orthopädieausbildung fort.  
Im Zweiten Weltkrieg als Sanitätsoffizier zum Heer (Wehrmacht) eingezogen, war er zunächst Truppenarzt eines Bataillons. Er kam nach Allenstein, Charkow und Rhöndorf. In einem Lazarett wurde Lorenz Böhler sein Vorgesetzter und Lehrer. Im Krieg geprägt wurde er auch von Hugo Wilhelm Knipping, Gerhard Küntscher, Heinrich Kuntzen und Albert Lezius. Als Kriegsgefangener der United States Army diente er 1945 in Lazaretten in Châlons-en-Champagne und Marseille (Allgemeinchirurgie). 
1947 aus der Kriegsgefangenschaft entlassen, wurde er Oberarzt bei Max Biebl in der Chirurgie des Magdeburger Krankenhauses Altstadt. Seit 1948 Facharzt für Chirurgie, wurde er 1. Oberarzt. Im selben Jahr wurde er Mitglied der Deutschen Gesellschaft für Chirurgie. Er wechselte 1954 an die Medizinische Akademie Magdeburg (MAM) und wurde Erster Oberarzt bei Werner Lembcke. Bei ihm habilitierte er sich 1957. An der MAM erhielt er 1961 eine Professur mit Lehrauftrag 1963 übernahm er als Chefarzt die Chirurgische Klinik im Bezirkskrankenhaus Dessau. Der 1969 gegründete Koordinierungsrat der Medizinisch-Wissenschaftlichen Gesellschaft der DDR forderte die Mitglieder in DDR-Gesellschaften auf, aus den westdeutschen Fachgesellschaften auszutreten. Wendt weigerte sich und gehörte zu den wenigen, die ihre Weigerung auch öffentlich bekundeten. 1977 und 1978 leitete er den Jahreskongress der Medizinisch-Wissenschaftlichen Gesellschaft für Chirurgie an der Martin-Luther-Universität Halle-Wittenberg.
Er trat 1980 mit 67 Jahren in den Ruhestand und zog zu seiner Tochter nach Rostock. Dort starb er mit 92 Jahren. Zu seinen Freunden zählten Lorenz Böhler, Jörg Böhler und Golo Mann.